# Lasioserica wittmeri
Lasioserica wittmeri är en skalbaggsart som beskrevs av Ahrens 1999. Lasioserica wittmeri ingår i släktet Lasioserica och familjen Melolonthidae. Inga underarter finns listade i Catalogue of Life.